# ジョルジュ・デュメジル
ジョルジュ・デュメジル（フランス語: Georges Dumézil、1898年3月4日 - 1986年10月11日）はフランスの比較神話学者、言語学者。インド・ヨーロッパ語族における比較神話学の構造的体系化を行い、クロード・レヴィ＝ストロースの構造主義に大きな影響を与えた。

## 生涯
1898年、パリに生まれる。名門リセ・ルイ＝ル＝グランで学んだ。ルイ・ル・グラン校第2級学年のとき、クラスのなかに比較言語学者ミシェル・ブレアルの孫がいた。デュメジルはすでにブレアルの『ラテン語語源辞書』を持っており、その級友に頼み実際にブレアルに会った。ブレアルはデュメジルのサンスクリット作文を直し、梵英辞書を与えた。デュメジルは、この時、自分の仕事が定まったと回想している。ブレアルから比較言語学者アントワーヌ・メイエの著作を薦められたデュメジルは、メイエの下で研究することを決意する。
1916年エコール・ノルマル(高等師範学校)のユルム校に首席で入学。メイエのほか、マルセル・グラネの講座で中国語を学ぶ。1917年3月に徴兵され、ヴェルダン、シュマン・デ・ダムなどで主として後方任務に就く。1919年2月、教授資格試験に合格する。その後ワルシャワ大学のフランス語講師になるがすぐに辞職する。
1924年、メイエの指導で、最初の比較神話学についての博士論文『不死の饗宴』を書く。デュメジルが学究を開始した当時、比較神話学は死んだ学問であった。19世紀末にアーダルベルト・クーンやマックス・ミュラーなど自然神話学派により進められた比較神話学は恣意的に過ぎるとして権威を失っていた。彼らの手法は語源が一致していれば共通する神話を持っているというもので、初期のデュメジルもこの理論に従っていくつかの著作を発表していた。
1925年に結婚し、イスタンブール大学で宗教史を教える。ここでデュメジルはカフカス諸語と出会う。1929年『ケンタウロスの問題』を発表。従来の語源分析をすすめる一方、デュメジルは1930年に古代インドとイランにおいて社会階層の三区分に共通性があることを指摘した。原インド・イラン時代に三階層の社会組織があったという仮説はすぐ後に比較言語学者のエミール・バンヴェニストによって補強された。1931年から33年までウプサラ大学でフランス語教師となる。1933年6月、高等研究実習院宗教学セクションの「比較神話学」講師としてフランスに戻る。1934年には『ウラノス-ヴァルナ』、1935年には『フラーメン-ブラフマン』を発表。
講義の準備をしていた1938年、デュメジルはインド・ヨーロッパ語族の三機能イデオロギー、すなわち、インド神話における祭司階級・戦士階級・生産者集団の三区分と、ローマの三神（ユピテル・マルス・クィリヌス）が対応し、そのそれぞれの職分と機能が共通する構造を持っていることを発見した。これを発表（「大フラーメンの先史」）することによって、これまでデュメジルの比較神話学に批判的だったエミール・バンヴェニストから大きな賛同を得た。
40年代には『ユピテル・マルス・クィリヌス』3巻シリーズや『ホラティウスとクリアティウス兄弟』などを出版し、デュメジルの仮説が一般にも知られ始めるようになる。
1948年、バンヴェニストの尽力によりコレージュ・ド・フランスの教授に選ばれる。
1952年、南米ペルーを訪れてケチュア語を研究、いくつかの論文を発表する。デュメジルによれば、「中国語はケチュア語のようには簡単にはマスターできない」と発言している。論文のなかにはトルコ語とケチュア語の関連性を指摘するものもあったが、現在では受け入れられていない。1954年、カフカス諸語の一つでほとんど死語となっていたウビフ語の話者をトルコで発見し、それから1972年まで毎年トルコを訪れた。研究はウビフ語最後の話者テヴフィク・エセンチ（1992年死去）と共同で進められた。
1966年出版の『古ローマの宗教』から、デュメジルは1938年以来の仕事の総括を行いはじめる。1968年に『神話と叙事詩I』が出版された。同1968年に退官し、アメリカに渡る。まずプリンストン大学へ、次いでミルチャ・エリアーデに招かれてシカゴ大学へ、そしてカリフォルニア大学ロサンゼルス校で講義を行う。
1978年、アカデミー・フランセーズ会員に選出。アカデミー・フランセーズに入会したときに歓迎演説を行ったのはレヴィ＝ストロースだった。
1986年、パリで死去した。

## 三機能仮説
デュメジルの研究のなかでも最も知名度が高いのが、印欧語族の神話群に共通した三分構造が見られるという「三機能仮説」である。デュメジル自身は「三区分イデオロギー」「三機能体系」「三機能イデオロギー」「三機能構造」と言っている。
この仮説によれば、原印欧語族の社会と宗教および神話は、上位から順に「主権」「戦闘」「その他生産など」の三つに区分され、このイデオロギーが社会階層や神学の主要部分を構成していた、という。それぞれ第一、第二、第三機能 (F1, F2, F3) と呼ばれる。
F1はさらに「呪術的至上権」と「法律的至上権」に分割され、相互補完的に機能する。前者は攻撃的で暗く、霊感に満ち、激しいと表徴されるが、後者は理論的で明るく、穏やかで善意に満ちていると表象される。
同様の分割はF2にも見られるが、F1ほど明確ではない。
F3は、神話によれば本来集団には存在せず、後に闘争を経てF1, F2に加わった。
また三機能を包括する女神の存在も確認される。
デュメジルは、当初は、原印欧時代の社会に現実として存在していた三区分の社会階層が人々の思考に影響を与え、三機能のイデオロギーが形成されたのだと考えていた。しかし後になり、もともと原印欧時代の人々の間に、一つの理想像、世界観として三機能イデオロギーが存在し、それが社会階層と神話思考に等しく影響を及ぼした、という構造主義的な考えを持つに至った。この意味で構造主義の祖といわれることもある。
三機能仮説には批判がある。たとえば「支配する人、守る人、生産する人」や「王・聖職者(祭司)、戦士、生産に従事する庶民」という三区分は普遍的なものであって印欧語族に特有のものではない。これに対してデュメジルは、少なくとも旧世界において三区分がイデオロギーとして諸構造に深く影響を与えているのは印欧語族以外見当たらないと反論する。また、三機能構造はデュメジルが恣意的に見出したもので、ほかの文献からそれらを「発見」するのは容易で旧約聖書からも見つかるとの批判に対してはデュメジルは数多くの具体例を持ち出し、旧約聖書には三機能が印欧語族の諸文献のように明示されたところは存在しないと反論する。
こうした批判と同時に、多くの神話学者や宗教学者は三機能仮説を受け入れ、それに沿って研究を進めている。たとえばエリアーデ、スティグ・ヴィカンデル、スコット・リトルトン、ブルース・リンカーン、日本でも吉田敦彦や大林太良が積極的に紹介し、日本神話解明に利用している。歴史家のジョルジュ・デュビイも三機能説を中世史研究に応用している。
ほかに、ミシェル・フーコーなどもデュメジルからの影響について言及しており、ジル・ドゥルーズとフェリックス・ガタリの共著「千の高原」などでもデュメジルの理論が用いられている。

### デュメジルによる実例の一部
|                                  | F1                                 | F2                         | F3                           |
| -------------------------------- | ---------------------------------- | -------------------------- | ---------------------------- |
| ミタンニ・ヒッタイト条約文の神格 | アルナ、ミトラ                     | インダラ                   | ナサティヤ                   |
| ヴェーダの神格                   | ヴァルナ、ミトラ                   | ヴァーユ、インドラ         | ナーサティヤ双神             |
| マハーバーラタの英雄たち         | パーンドゥ、ユディシュティラ       | ビーマ、アルジュナ         | ナクラ、サハデーヴァ         |
| ヴァルナ(カースト)               | バラモン                           | クシャトリヤ               | ヴァイシャ                   |
| アヴェスターにおける社会区分     | アースラウァン                     | ラサエーシュタル           | ウァストリヨー・フシュヤント |
| アムシャ・スプンタ               | アシャ・ワヒシュタ、ウォフ・マナフ | フシャスラ・ワルヤ         | アムルタート、ハルワタート   |
| パリスの審判                     | ヘーラーと王権                     | アテーナーと軍事的勝利     | アプロディーテーと美女       |
| 初期ローマ三神                   | ユピテル、ディウス・フィディウス   | マルス                     | クィリヌス                   |
| ローマの祭司                     | フラーメン・ディアリス             | フラーメン・マルティアリス | フラーメン・クィリナリス     |
| ローマ初期の「歴史」             | ロムルス、ヌマ                     | トゥッルス・ホスティリウス | アンクス・マルキウス         |
| 北欧神話                         | オーディン、テュール               | トール                     | ニョルズ、フレイ、フレイヤ   |

### その他の比較研究
三機能仮説のほかにもデュメジルは様々な方法論を駆使して印欧の諸神話を比較している。注目されるのは「神話から歴史/叙事詩への移行」である。これまでは歴史的事実が神話化されるとか叙事詩になるとか言われていたものが、実際は神話であったものが歴史化されたものである、という主張であり、たとえばロムルスとレムスなどローマ最初期の歴史、『マハーバーラタ』（インド）、『デンマーク人の事績』（北欧）などは好例とする。ローマ神話の再構成については、これまで「ローマ人はもともと神話を持たなかった」という定説をくつがえすのに十分なものではあったが、ローマ史の専門家からは激しい批判を浴びた。
他にも曙の女神、水神、火神など多くの比較研究が行われ、そのいくつかは19世紀の比較神話学によって関連が主張されたものを、デュメジルが現代的な観点から再検証を行ったものである。
また多言語の習得でも知られ、ほとんどのインド・ヨーロッパ諸語に精通し、複雑で知られる北西コーカサス語族の権威でもあった。しかし本人によれば、30の言語を勉強したが、英語を含めてどれ一つとして正確に話せない。
なおデュメジルは神話や宗教を研究していたが形而上的な問題については自然科学的な立場にあり、死後の存在については否定的で、人間の思考は究極的には脳の神経細胞の働きによるものだと考えていた。

## 構造主義との関係
デュメジルは、レヴィ＝ストロースやフーコーと関係が深いこともあって構造主義の先駆者と言われることもあるが、本人はその言われ方を快く思っていなかった。
印欧語族の神話に共通して存在するものについてデュメジルは最初「伝承圏（シクル）」という言葉を使い、ついでシステムという表現を用いた。しかしこれは個人の意識や意志的なものを感じさせるので「構造」のほうがよいという助言を受け「構造」（structure）という言葉を用いるようになったという。レヴィ＝ストロースのいう「構造」とは人間の心性の働きに含まれる普遍的な規則であるが、しかしデュメジルにとって「構造」とは印欧語族の文献学的な研究によって導き出される可能性としてのプロトタイプであり、決して人類一般に見られる構造ではない。デュメジルの前提は、人々の思考における構造の存在ではなく、ある時代に原印欧語族が存在していたという事実と、その後継者たちの伝承を言語学的な手法によって比較すれば印欧語族のイデオロギーを漠然とだが認識できる、という方法論である。彼は「三機能構造」についての形而上学的な考察を「余技」でしかないと言っている。
しかしながら、一見無関係のように思える神話群を、個々の神格やモチーフだけではなくそれぞれの項の関係自体を重視することによって「構造」を見出す方法論は確実にレヴィ＝ストロースの神話学に影響を与えている。
なお、印欧言語学者であり構造主義に影響を与えたフェルディナン・ド・ソシュールの言語学に、デュメジルはほとんど関心を持っていなかったという。

## 主要著作および日本語訳
※デュメジルは多くの著作を何回にもわたって改訂しているが、日本語訳があるもの以外の改訂版は省略した
- Le festin d'immortalité, 1924 （『不死の饗宴』）
- Mitra-Varuna, 1940 
  - 中村忠男訳『ミトラ・ヴァルナ』 『デュメジル・コレクション1』所収、ちくま学芸文庫, 2001年
- Jupiter-Mars-Quirinus, 1941 
  - 川角信夫、神野公男、道家佐一、山根重男訳『ユピテル・マルス・クィリヌス』 『デュメジル・コレクション1』所収
- Servius et la Fortune, 1943 
  - 高橋秀雄、伊藤忠夫訳『セルウィウスとフォルトゥナ』 『デュメジル・コレクション2』所収
- Naissance de Rome, 1944 
  - 川角信夫、神野公男、山根重男訳『ローマの誕生』 『デュメジル・コレクション3』所収
- Naissances d'archanges, 1945 
  - 田中昌司、前田龍彦訳『大天使の誕生』 『デュメジル・コレクション3』所収
- Loki, 1948 （『ロキ』）
- La Saga de Hadings (Saxo Grammaticus, I, v-vii), 1953 
  - 高橋秀雄、伊藤忠夫訳『神話から物語へ』 『デュメジル・コレクション4』所収、訳出にあたっては1970年版も参照
- L'idéologie tripartie des Indo-Européens, 1958 
  - 松村一男訳『神々の構造　印欧語族三区分イデオロギー』国文社 1987年／講談社学術文庫 2025年
- Les dieux des Germains, 1959 
  - 松村一男訳『ゲルマン人の神々』国文社 1993年
- Le dieu scandinave Viðarr, Revue de l'Histoire des Religions 168, 1962 
松村一男訳「ヴィーザル」『ユリイカ』1980年3月号、青土社
- Mythe et épopée, 1968, 1971, 1973 （『神話と叙事詩』三部作）
- Heur et malheur du guerrier, 1969 
  - 高橋秀雄、伊藤忠夫訳『戦士の幸と不幸』『デュメジル・コレクション4』所収
- La religion romaine archaïque, 1974 （『古ローマの宗教』）
- Les dieux souverains des Indo-européens, 1977 （『インド・ヨーロッパ語族の最高神』）
- Appollon sonore, 1982 （『響き渡るアポロン』）
- Fêtes romaines d'été et d'automne, 1986 
  - 大橋寿美子訳『ローマの祭 夏と秋』法政大学出版局 1994年

### 共著
- Entretiens avec Didier Eribon, 1987
  - ディディエ・エリボンと『デュメジルとの対話　言語・神話・叙事詩』松村一男訳、平凡社 1993年